# Kresley Cole
Kresley Cole (...) è una scrittrice statunitense.
Scrive romanzi paranormal romance e storici, la sua serie più famosa è quella de Gli immortali, serie tradotta in diciassette lingue. Nel 2007 e nel 2010 ha vinto il RITA Award per il miglior paranormal romance, il primo per Dark Love e il secondo per Kiss of a Demon King. È una delle autrici di best seller del New York Times e vincitrice di cinque premi per romanzi storici.

## Biografia
Prima di diventare una scrittrice, Cole è stata un'atleta famosa a livello mondiale e un coach. Ha viaggiato molto e ha raccolto esperienze che le sono servite nella stesura dei suoi libri e nella creazione dei suoi personaggi. Ha esordito nel 2003 con The Capitain of All Pleasures, e da allora ha pubblicato più di quindici romanzi che fanno capo alla fortunatissima serie dei Fratelli MacCarrick, una trilogia di romantic novel a sfondo storico incentrata sulla vita degli Highlander, e alla serie best seller Gli Immortali, insignita del premio RITA. Le sue opere sono state tradotte in più di dieci Paesi e quindici lingue.
I marchi della Cole azione, sensualità e umorismo sono esemplificati nella popolare serie Gli Immortali, che ruota intorno al Lore, uno strato segreto composto a centinaia di creature sovrannaturali, che spaziano da Vampiri a Lykae, da Valchirie a Demoni, Streghe e Furie con i propri punti di forza, debolezze e antichi pregiudizi contro le altre specie. Anche se queste creature vivono segretamente tra gli esseri umani sono costantemente in lotta tra loro.
Vive in Florida con il marito e i loro cani. Trascorre ogni momento libero viaggiando e gode di tutte le attività relative alle imbarcazioni e all'acqua.

## Premi
Nel 2007 ha vinto il prestigioso premio RITA per il romanzo Dark Love (A Hunger Like No Other), e nel gennaio 2009 divenne #1 New York Times and Publishers Weekly bestseller per il suo romanzo Dark Dream (Kiss of a Demon King). Nel 2010 Kresley ha guadagnato con Dark Dream il suo secondo premio RITA. Il 2011 ha portato alla Cole il suo secondo # 1 New York Times bestseller con Dark Warrior (Dreams of a Dark Warrior). Nel 2013, Shadow's Claim fa vincere un terzo premio RITA all'autrice.

## Opere

### Serie deGli immortali(The Immortals after Dark)
- 0.5 Dark Forever (The Warlord Wants Forever, 2005) ISBN 978-88-6508-129-7
- 1 Dark Love (A Hunger Like No Other, 2006) ISBN 978-88-6508-128-0
- 2 Dark Pleasure (No Rest for the Wicked, 2006) ISBN 978-88-6508-026-9
- 3 Dark Passion (Wicked Deeds on a Winter's Night, 2007) ISBN 978-88-6508-043-6
- 4 Dark Night (Dark Needs at Night's Edge, 2008) ISBN 978-88-6508-086-3
- 5 Dark Desire (Dark Desires After Dusk, 2008) ISBN 978-88-6508-099-3
- 6 Dark Dream (Kiss of a Demon King, 2009) ISBN 978-88-6508-137-2
- 7 Dark Whisper (Deep Kiss of Winter, 2009) ISBN 978-88-6508-183-9
- 8 Dark Prince (Pleasure of a Dark Prince, 2010) ISBN 978-88-6508-196-9
- 9 Dark Demon (Demon from the Dark, 2010) ISBN 978-88-6508-272-0
- 10 Dark Warrior (Dreams of a Dark Warrior, 2011) ISBN 978-88-6508-339-0
- 11 Lothaire (Lothaire, 2012) ISBN 978-88-6508-416-8
- 12 MacRieve (MacRieve, 2013)
- 13 Dark Skye  (Dark Skye, 2014)
- 14 Dark Heart (Sweet Ruin, 2015)
- 15 Stregata (Wicked abyss, 2017)
- 16 Munro (gennaio 2022, Stati Uniti)

### Serie spin-off deGli Immortali:I Daci(The Dacians)
1. Il richiamo dell'ombra (Shadow's Claim, 2012)
2. La seduzione dell'ombra (Shadow's Seduction, 2017)
3. Shadow's Kiss (2018, Stati Uniti)

### SerieFratelliSutherland(The Sutherland Brothers)
1. Un mare di passione (The Captain Of All Pleasures, 2003)
2. L'isola dell'amore (The Price of Pleasure, 2004)

### TrilogiaFratelli MacCarrick (MacCarrick Brothers)
1. Amore, osa! (If You Dare, 2007)
2. Se mi vuoi... (If You Desire, 2007)
3. Non ingannarmi! (If You Deceive, 2007)

### SerieThe Arcana Chronicles
1. Poison Princess (Poison Princess, 2012) ISBN 978-88-6508-316-1
2. Endless Knight (2013)
3. Dead of Winter (5 gennaio 2015, Stati Uniti)
4. Day 0 (novella)
5. Arcana Rising
6. Dark Calling (primavera 2017)

### SerieThe Game Maker
1. Il professionista: L'incontro / La rivelazione / Il rifugio (The Professional, 2014)
2. The Master (27 gennaio 2015, Stati Uniti)
3. The Player (2016)